# إيدا-إينس إتي
إيدا-إينس إتي (ولدت في 26 مايو 1981 في هابسالو) هي مغنية وكاتبة أغاني إستونية. مثلت إيتي إستونيا في مسابقة الأغنية الأوروبية 2000 بأغنية "Once in a Lifetime" وحصلت على المركز الرابع. وحتى فوزها في العام التالي، كانت هذه أفضل نتيجة لإستونيا في المسابقة.
كان من المفترض أن تشارك في برنامج المواهب الإستوني يورولول 2002 بالأغنية المفضلة "Runaway" لكنها انسحبت. كانت المغنية السويدية ساهلين هي التي حققت اللقب في النهاية، وفازت بجائزة يورولول، ومثلت إستونيا خلال مسابقة الأغنية الأوروبية 2002 حيث احتلت المركز الثالث. على الرغم من ذلك ظلت إينس مرتبطة بشغف في مسابقة الأغنية الأوروبية حيث شاركت في تقديم يورولول 2005، وشاركت في يورولول 2006 بأغنية "Iseendale"، وهي أول أغنية تُغنى باللغة الإستونية منذ يورولول 2000، وحصلت على المركز الثاني. شاركت في يورولول 2007 بأغنية "In Good and Bad" التي فشلت في إرضاء لجنة التحكيم.

## أعمالها
- هنا من أجل حبك (2000)
- 15 ليلة بلا نوم (2004)
- يوم جديد (2006)
- محو الأخطاء (2007)
- هل تسمعني (2009)
- إغراء – (2011)

## الجوائز والترشيحات
| عام  | جائزة                                                        | فئة             | عنوان             | نتيجة         |
| ---- | ------------------------------------------------------------ | --------------- | ----------------- | ------------- |
| 1999 | كاكس تاكتي إيتي                                              |                 | المركز الثاني     |               |
| 2000 | مسابقة الأغنية الأوروبية                                     |                 | "مرة في العمر"    | المركز الرابع |
| 2000 | جوائز الموسيقى الإستونية                                     | فنانة العام     | هنا من أجل حبك    | فاز           |
| 2005 | جوائز الموسيقى الإستونية                                     | فنانة العام     | 15 ليلة بلا نوم   | فاز           |
| 2005 | جوائز الموسيقى الإستونية                                     | رقم قياسي للعام | 15 ليلة بلا نوم   | فاز           |
| 2006 | يورولول (الاختيار الوطني الإستوني لمسابقة الأغنية الأوروبية) |                 | " لنفسي "         | المركز الثاني |
| 2006 | جوائز الموسيقى الإستونية                                     | فنانة العام     | يوم جديد          | رشح           |
| 2008 | جوائز الموسيقى الإستونية                                     | فنانة العام     | دعونا محو الأخطاء | رشح           |
| 2008 | أغاني مع النجوم (النسخة الإستونية من نحن الاثنان فقط)        |                 |                   | فاز           |

## روابط خارجية
- Ines ديسكغرفي في ميوزك برينز
- Eda‐Ines Etti ديسكغرفي في ميوزك برينز
- إيدا-إينس إتي على موقع IMDb (الإنجليزية)
- إيدا-إينس إتي على موقع ميوزك برينز (الإنجليزية)
- إيدا-إينس إتي على موقع أول ميوزيك (الإنجليزية)
- إيدا-إينس إتي على موقع ديسكوغز (الإنجليزية)
- إيدا-إينس إتي على موقع قاعدة بيانات الفيلم (الإنجليزية)